# 三鷹警察署
三鷹警察署（みたかけいさつしょ）は、警視庁が管轄する警察署の一つである。第八方面本部所属。
署員数およそ290名、識別章所属表示はUL。車両の対空標示は「鷹」。

## 所在地
- 東京都三鷹市上連雀八丁目2番36号

## 管轄区域
- 三鷹市一円

## 沿革
- 1948年（昭和23年）3月7日 - 武蔵野警察署から独立。自治体警察三鷹町警察署が三鷹町上連雀875番地に発足。
- 1949年（昭和24年）8月15日 - 木造2階建て庁舎に移転（現在の下連雀4-15）。
- 1950年（昭和25年）11月3日 - 三鷹町の市制施行に伴い三鷹市警察署に改称。
- 1954年（昭和29年）7月1日 - 警察法改正により警視庁三鷹警察署となる。
- 1969年（昭和44年）11月25日 - 三鷹市上連雀8-2-36に庁舎を新築、移転。
- 2003年（平成15年）3月24日 - 仮庁舎（北野2-5-33）へ移転。
- 2005年（平成17年）11月29日 - 現庁舎が落成、北野の仮庁舎より移転。

## 組織
- 警務課
- 会計課
- 交通課
- 警備課
- 地域課
- 刑事組織犯罪対策課
- 生活安全課

## 交番
- 三鷹駅前交番（三鷹市下連雀3丁目46番1号）
- 狐久保交番（三鷹市下連雀5丁目9番7号）
- 上連雀交番（三鷹市上連雀7丁目27番21号）
- 三鷹台交番（三鷹市井の頭1丁目30番14号）
- 井の頭公園駅前交番（三鷹市井の頭3丁目31番13号）
- 中仙川交番（三鷹市新川1丁目11番13号）
- 新川交番（三鷹市新川3丁目16番25号）
- 野崎交番（三鷹市野崎2丁目4番12号）
- 大沢交番（三鷹市野崎4丁目8番29号）
- 東野交番（三鷹市深大寺2丁目10番12号）

## 駐在所
- 万助橋駐在所（三鷹市下連雀1丁目17番3号）
- 北野駐在所（三鷹市北野3丁目13番13号）
- 天文台下駐在所（三鷹市大沢4丁目10番24号）
- 中原駐在所（三鷹市中原4丁目35番7号）
- 牟礼駐在所（三鷹市牟礼3丁目9番1号）

## 地域安全センター
- 井の頭公園地域安全センター（三鷹市井の頭4丁目1番2号） - 旧：井の頭公園交番
- 下連雀地域安全センター（三鷹市下連雀4丁目20番28号） - 旧：下連雀交番

## 主な事件
- 井の頭公園バラバラ殺人事件
- 三鷹市居酒屋副店長強盗殺人事件
- 下連雀薬局内強盗殺人事件（被疑者は現在も逃亡中で、国際手配されている。）

## 出来事
- 2023年5月27日、警視庁は、通報を受け訪れた住宅で現金600万円を盗んだとして、三鷹署地域課の巡査長を窃盗と邸宅侵入容疑で逮捕した。5月20日、親族からの通報を受け、1人暮らしの男性宅を同僚とともに訪問、病死とみられる男性の遺体を発見し、状況確認を行った。その際に多額の現金があることを知り、業務を終えた後、1人で戻り現金を盗んだとみられる。[1]